# Letnia Uniwersjada 1981

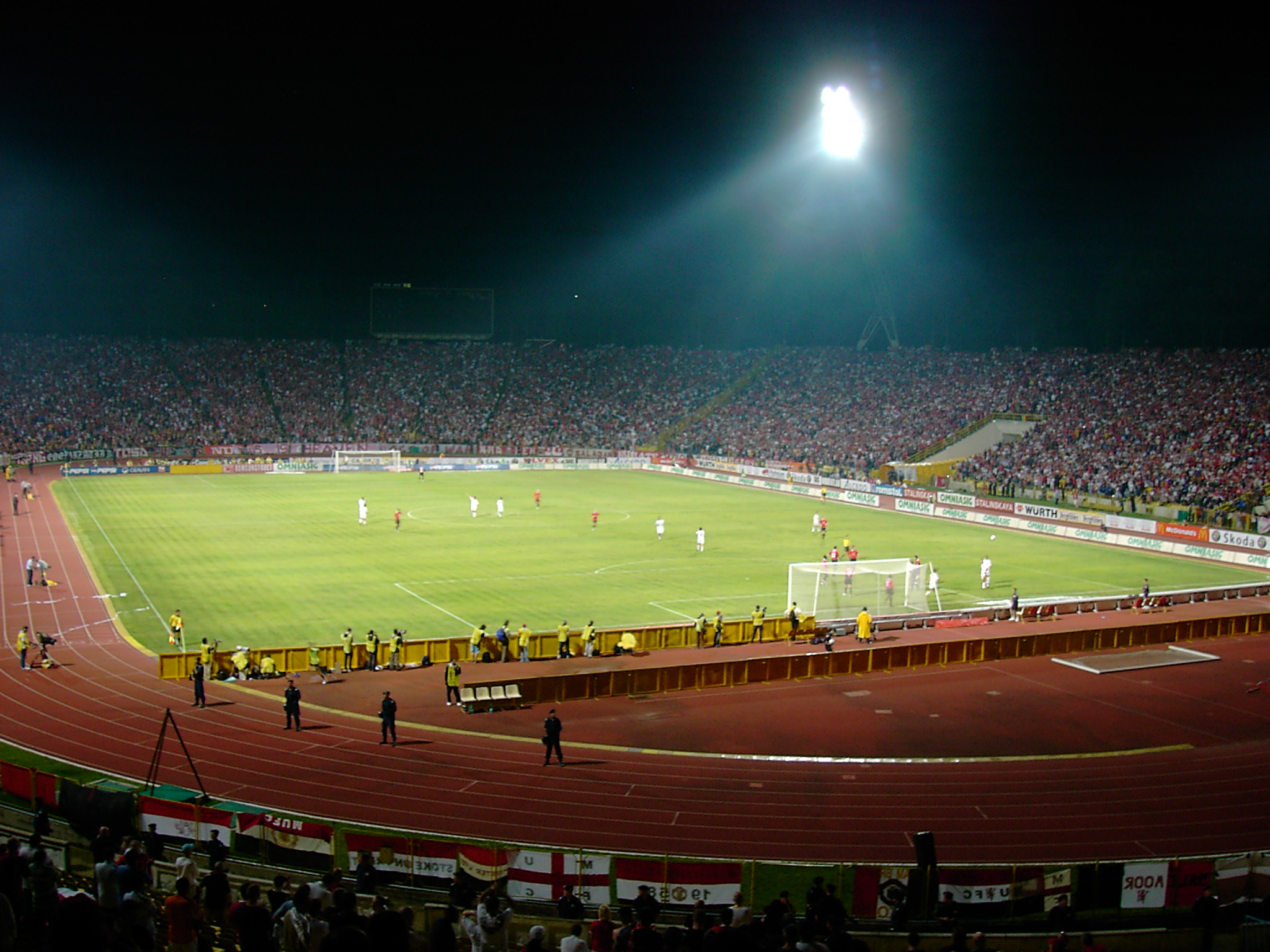
Stadion w Bukareszcie

11. Letnia Uniwersjada – międzynarodowe zawody sportowców-studentów, które odbyły się w Bukareszcie między 19 a 30 lipca 1981 roku. W imprezie wzięło udział 2912 uczestników z 86 krajów, którzy rywalizowali w 10 dyscyplinach. Uniwersjadę otworzył Nicolae Ceaușescu.

## Dyscypliny

### Sporty obowiązkowe
| - Gimnastyka sportowa - Koszykówka - Lekkoatletyka | - Piłka wodna - Pływanie - Piłka siatkowa | - Szermierka - Tenis - Skoki do wody |
| Sporty wymienne                                    |                                           |                                      |
| - Zapasy                                           |                                           |                                      |

## Polskie medale
Reprezentanci Polski zdobyli w sumie 5 medali. Wynik ten dał polskiej drużynie 14. miejsce w klasyfikacji medalowej.

### Złoto
- Małgorzata Guzowska – lekkoatletyka, siedmiobój – 6198

### Brąz
- Elżbieta Rabsztyn – lekkoatletyka, bieg na 100 m przez płotki – 13,31
- Zbigniew Januszkiewicz – pływanie, 200 m stylem grzbietowym – 2:05,37
- Roman Wrocławski – zapasy klasyczne, 100 kg
- Małgorzata Różycka – pływanie, 400 m stylem zmiennym – 5:07,49